# Juilles
 Juilles  (en occitano Julhas) es una población y comuna francesa, ubicada en la región de Mediodía-Pirineos, departamento de Gers, en el distrito de Auch y cantón de Gimont.
En 1947 cedió Saint-Caprais.

## Demografía
| 832                       | 824 | 818 | 781 | 867 | lac. | 905 | 911 | 848 | 818 | 789 | 801 | 735 | 737 | 749 | 750 | 672 | 616 | 609 | 571 | 608 | 495 | 516 | 489 | 456 | 425 | 239 | 217 | 193 | 170 | 182 | 168 | 181 | 226 |
| (Fuente: INSEE y Cassini) |     |     |     |     |      |     |     |     |     |     |     |     |     |     |     |     |     |     |     |     |     |     |     |     |     |     |     |     |     |     |     |     |     |